# Лейкфельд Павло Емільєвич
Павло Емільєвич Лейкфельд (1859, маєток Павлівка Бахмутського повіту Катеринославської губернії — 1930-ті роки) — філософ, психолог і педагог, професор філософії Харківського університету.

## Біографія
Народився в родині поміщика Бахмутського повіту Катеринославської губернії Еміля Васильовича Лейкфельда.
Розпочав навчання у Другій Харківській гімназії, яку закінчив із золотою медаллю та був зарахований до Харківського університету. 
Закінчив історико-філологічний факультут Харківського університету (1883). У 1881 році за працю «Логические учения Герберта Спенсера» нагороджений золотою медаллю. Був залишений на кафедрі філософії для підготовки до професорського звання. У 1891 році Лейкфельд захистив дисертацію на тему: «Різні напрямки в логіці та основні завдання цієї науки» у Варшавському університеті й був затверджений у ступені магістра філософії.
З 1886 року працював приват-доцентом Харківського університету, а з 1893 року — виконувачем обов'язків екстраординарного професора, з 1897 року — екстраординарний професор, з 1899 року — ординарний професор, з 1912 року — заслужений професор Харківського університету. Заснував при університеті кабінет експериментальної психології. Також викладав на вищих жіночих курсах у Харкові.
У 1896 році він взяв участь у Міжнародному з'їзді з психології у Мюнхені (Німеччина), у 1904 році у Другому Міжнародному філософському з'їзді у Женеві (Швейцарія), у 1908 році у Третьому Міжнародному філософському з'їзді в Гейдельберзі (Німеччина), 1909 року в Шостому Міжнародному психологічному з'їзді в Женеві (Швейцарія).
З 1920 року мешкав у Сімферополі, де працював профором, очолював кафедру психології Кримського педагогічного інституту. Тут він також організував при кафедрі кабінет експериментальної психології.
Автор праць з логіки, психології, педагогіки, історії музики та філософії.

## Вибрані праці
- Различные направления в логике и основные задачи этой науки. Х., 1890;
- К учению Аристотеля о бессмертии души // Вѣра и разумъ. 1890. № 8;
- Математическая формула для определения вероятности гипотез в ее приложении к научным построениям // Зап. Харьков. ун-та. 1898. № 4; Логика. Х., 1901; 1907; 1908; 1915;
- К вопросу о выработке интернационального языка (Харків, 1905)
- О гипотетических суждениях // Зап. Харьков. ун-та. 1906. Вып. 1;
- Средневековая и новая философия: Краткое извлечение из лекций, читанных в Харьковском университете. Х., 1907; 1908.
- Закон Вебера и закон Меркеля: доклад / Павел Эмильевич Лейкфельд. — Харків, 1911. — 210—218 с.